# مدرسه عالی بازرگانی نروژ
مدرسه عالی بازرگانی نروژ (به نروژی: Norges handelshøyskole)، که با حروف اختصاری NHH، شناخته می‌شود؛ یک کالج دولتی در نروژ است. حوزه‌های تحقیق و تدریس در این مؤسسه دولتی، اقتصاد و مدیریت است.

## پیشینه
مدرسه عالی بازرگانی نروژ، در پی تصمیم  مجلس ملی نروژ در سال ۱۹۱۷ میلادی پایه‌ریزی شد، اما تا ۷ سپتامبر سال ۱۹۳۶ افتتاح نشد. زمینه‌سازی تأسیس این مدرسه عالی به ابتکار تعدادی از بازرگانان معروف برگنی صورت گرفته بود.

در آغاز فعالیت آموزشی این مؤسسه، سالانه ۶۰ دانشجو پذیرفته شده و بعد از ۲ سال تحصیل، با مدرک بازرگانی، فارغ‌التحصیل می‌شدند.

در سال ۱۹۳۸ میلادی، امکان یک سال تحصیل تکمیلی به این دوره آموزشی، افزوده شد.

بین سالهای ۱۹۶۳ تا ۱۹۷۵ میلادی، بعد از ایجاد یک دوره آموزشی ۴ ساله، مدرک بازرگانی قبلی به مدرک کارشناسی و کارشناسی ارشد در رشته اقتصاد و مدیریت بازرگانی تغییر درجه و نام داد.
 از دهه ۱۹۵۰ طیف گسترده‌ای از موضوعات مربوط، به دروس آموزشی این مدرسه عالی، افزوده شد و عملاً مدرسه عالی بازرگانی نروژ، نقش مهمی در امور تجاری و اقتصادی نروژ تصاحب کرد.

مدرسه عالی بازرگانی نروژ، در سال ۱۹۵۶ مجوز آموزش و صدور مدرک دکترا را اخذ کرد و یک سال پس از آن اولین مدرک دکترا در رشته مدیریت بازرگانی را صادر کرد.

برنامه کارشناسی ارشد مدیریت بازرگانی در سال ۲۰۰۳ میلادی به ۵ سال افزایش یافت. امروزه این برنامه، شامل یک دوره ۳ ساله کارشناسی و یک دوره تکمیلی ۲ ساله کارشناسی ارشد در رشته اقتصاد و مدیریت بازرگانی می‌شود. علاوه بر این امکان تحصیل و دریافت مدرک کارشناسی و کارشناسی ارشد در امور حسابداری و حسابرسی نیز در این مؤسسه موجود است.